# Il Giallo Mondadori dal 2601 al 2700
|  | I 100 precedenti: Il Giallo Mondadori dal 2501 al 2600 |

## Dal N.2601 al N.2700
| N.   | Titolo italiano                        | Pubblicazione     | Titolo originale                           | Autore                                 |
| ---- | -------------------------------------- | ----------------- | ------------------------------------------ | -------------------------------------- |
| 2601 | La morte tatuata                       | 6 dicembre 1998   | The Million-dollar Tattoo                  | Earl W. Emerson                        |
| 2602 | Singapore Sling                        | 13 dicembre 1998  |                                            | Giancarlo Narciso                      |
| 2603 | A 139 passi dalla morte                | 20 dicembre 1998  | 139 Pas De La Mort                         | Paul Halter                            |
| 2604 | L'ora del lupo                         | 27 dicembre 1998  | Wolf Time                                  | Joe Gores                              |
| 2605 | Il prezzo della colpa                  | 3 gennaio 1999    | The Silent Cry                             | Anne Perry                             |
| 2606 | Senza protezione                       | 10 gennaio 1999   | Indigo Slam                                | Robert Crais                           |
| 2607 | Mi ricordo di te                       | 17 gennaio 1999   | I Remember You                             | Martin Edwards                         |
| 2608 | Il passo della morte                   | 24 gennaio 1999   | Dans med en angel                          | Åke Edwardson                          |
| 2609 | La palude dell'odio                    | 31 gennaio 1999   | Cadillac Jukebox                           | James Lee Burke                        |
| 2610 | La vedova bianca                       | 7 febbraio 1999   | The Grass Widow                            | Teri Holbrook                          |
| 2611 | La morte in palcoscenico               | 14 febbraio 1999  | Death at the Beggar's Opera                | Deryn Lake                             |
| 2612 | China Lake                             | 21 febbraio 1999  | China Lake                                 | Anthony Hyde                           |
| 2613 | L'ala della notte                      | 28 febbraio 1999  | Nightwing                                  | Martin Cruz Smith                      |
| 2614 | Il falso ispettore                     | 7 marzo 1999      | The False Inspector Dew                    | Peter Lovesey                          |
| 2615 | L'anatra messicana                     | 14 marzo 1999     | The Mexican Tree Duck                      | James Crumley                          |
| 2616 | L'undicesimo piccolo indiano           | 21 marzo 1999     | Le onzième petit nègre                     | Yves Jacquesmard & Jean-Michel Sènècal |
| 2617 | Il segreto del Minotauro               | 28 marzo 1999     | Le crime de Dèdale                         | Paul Halter                            |
| 2618 | La registrazione                       | 4 aprile 1999     | Dead Man's Music                           | Gillian Linscott                       |
| 2619 | Trappola blindata                      | 11 aprile 1999    | My Laugh Comes Last                        | James Hadley Chase                     |
| 2620 | L'ultima corsa per Woodstock           | 18 aprile 1999    | Last Bus to Woodstock                      | Colin Dexter                           |
| 2621 | L'incubo di Thea                       | 25 aprile 1999    | Cold Case                                  | Linda Barnes                           |
| 2622 | Caccia al tesoro                       | 2 maggio 1999     | The Anodyne Necklace                       | Martha Grimes                          |
| 2623 | I fantasmi dell'alba                   | 9 maggio 1999     | The Ghosts of Morning                      | Richard Barre                          |
| 2624 | La collina del silanzio                | 16 maggio 1999    | Breakheart Hill                            | Thomas H. Cook                         |
| 2625 | Il giorno del ricatto                  | 23 maggio 1999    | Day of Reckoning                           | John Katzenbach                        |
| 2626 | Catrame                                | 30 maggio 1999    |                                            | Giuseppe Genna                         |
| 2627 | Alchimie mortali                       | 6 giugno 1999     | Fragments                                  | James F. David                         |
| 2628 | Complessi di colpa                     | 13 giugno 1999    | Cold in Earth                              | Melissa Jones                          |
| 2629 | Il gatto che guardava le stelle        | 20 giugno 1999    | The Cat Who Saw Stars                      | Lilian Jackson Braun                   |
| 2630 | Notturni hollywoodiani                 | 27 giugno 1999    | Hollywood Nocturnes                        | James Ellroy                           |
| 2631 | Il colore della follia                 | 4 luglio 1999     | Dark Maze                                  | Thomas Adcock                          |
| 2632 | L'ultimo mistero di Agatha Christie    | 11 luglio 1999    | Le dernier crime d'Agatha Christie         | Christopher Carter                     |
| 2633 | L'arco dei traditori                   | 18 luglio 1999    | Traitors Gate                              | Anne Perry                             |
| 2634 | Le ceneri del corvo                    | 25 luglio 1999    | The Bookman's Wake                         | John Dunning                           |
| 2635 | L'occhio del ciclone                   | 1º agosto 1999    | In the Electric Mist with Confederate Dead | James Lee Burke                        |
| 2636 | L'invidia degli dèi                    | 8 agosto 1999     | Whom the Gods Love                         | Kate Ross                              |
| 2637 | Gladly, l'orsacchiotto strabico        | 15 agosto 1999    | Gladly the Cross-Eyed Bear                 | Ed McBain                              |
| 2638 | Il lago dei segreti                    | 22 agosto 1999    | Lake Effect                                | William Jaspersohn                     |
| 2639 | Il matrimonio perfetto                 | 29 agosto 1999    | Thrones, Dominations                       | Dorothy L. Sayers & Jill Paton Walsh   |
| 2640 | Minaccia invisibile                    | 5 settembre 1999  | Deadly Exposure                            | Leonard Goldberg                       |
| 2641 | Il veleno del serpente                 | 12 settembre 1999 | Fat Tuesday                                | Earl W. Emerson                        |
| 2642 | La città degli incubi                  | 19 settembre 1999 | Grads Village                              | Gloria Murphy                          |
| 2643 | Messaggi di morte                      | 26 settembre 1999 | Les courriers de la mort                   | Pierre Magnan                          |
| 2644 | Verità sepolte                         | 3 ottobre 1999    | Under World                                | Reginald Hill                          |
| 2645 | Morte sul Tamigi                       | 10 ottobre 1999   | The Five Bells and Bladebone               | Martha Grimes                          |
| 2646 | La maschera di Ra                      | 17 ottobre 1999   | The Mask of Ra                             | Paul Harding                           |
| 2647 | La foresta di ghiaccio                 | 24 ottobre 1999   | Iron Lake                                  | William Kent Krueger                   |
| 2648 | In ultima analisi                      | 31 ottobre 1999   | In the Last Analysis                       | Amanda Cross                           |
| 2649 | Gioco di maschere                      | 7 novembre 1999   |                                            | Urs Richle                             |
| 2650 | Denaro sporco                          | 14 novembre 1999  | Final Option                               | Gini Hartzmark                         |
| 2651 | Ritratto di morte                      | 21 novembre 1999  | The Portrait                               | Charles Atkins                         |
| 2652 | I due cuori di Roman Grey              | 28 novembre 1999  | Canto for a Gypsy                          | Martin Cruz Smith                      |
| 2653 | Delitto al Gran Premio                 | 5 dicembre 1999   | Le cheval du crime                         | Christopher Carter                     |
| 2654 | Tesi di laurea                         | 12 dicembre 1999  |                                            | Annamaria Fassio                       |
| 2655 | L'uomo delle tenebre                   | 19 dicembre 1999  | Only Darkness                              | Danuta Reah                            |
| 2656 | Nebbia rossa                           | 26 dicembre 1999  | Le brouillard rouge                        | Paul Halter                            |
| 2657 | La camera segreta                      | 2 gennaio 2000    | The Vault                                  | Peter Lovesey                          |
| 2658 | La taverna del diavolo                 | 9 gennaio 2000    | Death at the Devil's Tavern                | Deryn Lake                             |
| 2659 | Linea mortale                          | 16 gennaio 2000   | Deadline                                   | John Dunning                           |
| 2660 | Il naso di Mussolini                   | 23 gennaio 2000   |                                            | Lucio Trevisan                         |
| 2661 | L'ultima danza                         | 30 gennaio 2000   | Dance on Blood                             | Gillian Linscott                       |
| 2662 | Il silenzio è d'oro                    | 6 febbraio 2000   | Crime of Silence                           | Patricia Carlon                        |
| 2663 | Fratello Athelstan - Il regno del male | 13 febbraio 2000  | The Devil's Domain                         | Paul Harding                           |
| 2664 | La notte delle rose nere               | 20 febbraio 2000  |                                            | Nino Filastò                           |
| 2665 | Il paese dell'odio                     | 27 febbraio 2000  | Dead Man's Float                           | Beth Sherman                           |
| 2666 | Danza funebre                          | 5 marzo 2000      | Ghost Dancer                               | Robert Westbrook                       |
| 2667 | Il sorriso del diavolo                 | 12 marzo 2000     | The Devil in Disguise                      | Martin Edwards                         |
| 2668 | L'ospite inatteso                      | 19 marzo 2000     | The Unexpected Guest                       | Agatha Christie & Charles Osborne      |
| 2669 | Terra violenta                         | 26 marzo 2000     | Cimarron Rose                              | James Lee Burke                        |
| 2670 | Un puzzle per l'ispettore Morse        | 2 aprile 2000     | The Silent World of Nicholas Quinn         | Colin Dexter                           |
| 2671 | L'ultima soluzione                     | 9 aprile 2000     | Fatal Reaction                             | Gini Hartzmark                         |
| 2672 | Filastrocca per l'assassino            | 16 aprile 2000    | Hakuba sanso satsujin jiken                | Keigo Higashino                        |
| 2673 | Shakespeare in nero                    | 23 aprile 2000    | The Dirty Duck                             | Martha Grimes                          |
| 2674 | Il testamento blu                      | 30 aprile 2000    | Mean High Tide                             | James W. Hall                          |
| 2675 | Cielo bianco, ghiaccio nero            | 7 maggio 2000     | White Sky, Black Ice                       | Stan Jones                             |
| 2676 | La notte e niente altro                | 14 maggio 2000    | Nothing But the Night                      | Bill Pronzini                          |
| 2677 | Gli ipnotisti                          | 21 maggio 2000    | Voodoo ltd                                 | Ross Thomas                            |
| 2678 | Pietà per gli innocenti                | 28 maggio 2000    | The Merchant's House                       | Kate Ellis                             |
| 2679 | La trappola del gatto                  | 4 giugno 2000     | Privileged Conversation                    | Evan Hunter                            |
| 2680 | Alphabet Hicks e la voce nel buio      | 11 giugno 2000    | Alphabet Hicks                             | Rex Stout                              |
| 2681 | Il battesimo                           | 18 giugno 2000    | Pentecost Alley                            | Anne Perry                             |
| 2682 | La villa dei ricordi cattivi           | 25 giugno 2000    | The Brimstone Wedding                      | Ruth Rendell                           |
| 2683 | La scultrice                           | 2 luglio 2000     | The Sculptress                             | Minette Walters                        |
| 2684 | Non voltarti mai indietro              | 9 luglio 2000     | The Devil in Music                         | Kate Ross                              |
| 2685 | L'inferno nella mente                  | 16 luglio 2000    | Derrick Erzõhlt Seine Fõlle                | Herbert Reinecker                      |
| 2686 | La restituzione                        | 23 luglio 2000    | Dead Silent                                | Robert Ferrigno                        |
| 2687 | L'innocente                            | 30 luglio 2000    | Innocent Blood                             | Iris Collier                           |
| 2688 | Un mestiere difficile                  | 6 agosto 2000     | Nothing Burns in Hell                      | Philip José Farmer                     |
| 2689 | Il gatto che rubava i salvadanai       | 13 agosto 2000    | The Cat Who Robbed a Bank                  | Lilian Jackson Braun                   |
| 2690 | Non sono stata io!                     | 20 agosto 2000    | The Irish Cottage Murder                   | Dicey Deere                            |
| 2691 | Amelia Peabody e il serpente sacro     | 27 agosto 2000    | The Curse of the Pharaons                  | Elizabeth Peters                       |
| 2692 | Delitti nella cattedrale               | 3 settembre 2000  | Service of All the Dead                    | Colin Dexter                           |
| 2693 | Natale in rosso per l'ispettore Jury   | 10 settembre 2000 | Jerusalem Inn                              | Martha Grimes                          |
| 2694 | La palude delle ombre                  | 17 settembre 2000 | Death on the Romney Marsh                  | Deryn Lake                             |
| 2695 | Flashback                              | 24 settembre 2000 | Silent Show                                | Steve Thayer                           |
| 2696 | Il peccato di Padre Devlin             | 1º ottobre 2000   | The Blind Side of the Heart                | Michael C. White                       |
| 2697 | La seconda accusa                      | 8 ottobre 2000    | Motion to Dismiss                          | Jonnie Jacobs                          |
| 2698 | L'ostaggio                             | 15 ottobre 2000   | The Last Hostage                           | John J. Nance                          |
| 2699 | Il tempio di Horus                     | 22 ottobre 2000   | The Horus Killings                         | Paul Harding                           |
| 2700 | Una dolce eternità                     | 29 ottobre 2000   | The Sweet Forever                          | George P. Pelecanos                    |

|  | I 100 successivi: Il Giallo Mondadori dal 2701 al 2800 |